# Драганешти на Олту
Драганешти на Олту  (рум. Drăgănești-Olt) град је у у јужном делу Румуније, у историјској покрајини Влашка. Драганешти на Олту је пети по важности град у округу Олт.
Драганешти на Олту према последњем попису из 2002. има 12.195 становника.

## Географија
Град Драганешти на Олту налази се у средишњем делу историјске покрајине Влашке, око 75 km североисточно до Крајове, најбижег већег града. Мада је град управно у ужој области Олтенији, он је подручно у области Мунтеније.
Драганешти на Олту је смештен у средишњем делу Влашке низије, у доњем делу тока реке Олт. Надморска висина града је око 75 м, а дато подручје је равничарског карактера.

## Становништво
У односу на попис из 2002., број становника на попису из 2011. се смањио.
| 1977.  | 1992.  | 2002.  | 2011.  |
| ------ | ------ | ------ | ------ |
| 11.059 | 13.079 | 13.181 | 10.894 |

Румуни чине већину становништва Драганештија на Олту, а од мањина присутни су само Роми.